# Evangelische Hochschulgemeinde
Die Evangelische Hochschulgemeinde (EHG) in Österreich ist ein Werk der Evangelischen Kirche A. u. H. B. in Österreich und genießt als Einrichtung der evangelischen Kirche die Rechtsstellung einer Körperschaft öffentlichen Rechtes. Die EHG stellt dabei einen Zusammenschluss der einzelnen Hochschulgemeinden vor Ort dar und wird entweder als eigenständige Pfarrstelle geführt oder von der örtlichen Pfarrgemeinde mitbetreut. Es gibt Hochschulgemeinden in den sieben Universitätsstädten Graz, Innsbruck, Klagenfurt, Leoben, Linz, Salzburg und Wien.

## Organisation
Für die Organisation des Zusammenschlusses der Evangelischen Hochschulgemeinden vor Ort ist die zweimal jährlich stattfindende Jahreskonferenz und das Koordinierungsteam zuständig, wobei dem Koordinierungsteam eine administrative und vernetzende Aufgabe zukommt. Den Vorsitz der Jahreskonferenz und des Koordinierungsteams hat (Stand 2018) Monja Burkard.

## International
Die EHG ist Mitglied beim Christlichen Studenten-Weltbund (WSCF).